# Matton-et-Clémency
 Matton-et-Clémency  là một xã ở tỉnh Ardennes, thuộc vùng Grand Est ở phía bắc nước Pháp.

## Points of interest
- Arboretum de Matton-Clémency